# قرار مجلس الأمن التابع للأمم المتحدة رقم 1520
قرار مجلس الأمن التابع للأمم المتحدة رقم 1520، المتخذ بالإجماع في 22 كانون الأول / ديسمبر 2003، بعد النظر في تقرير الأمين العام كوفي عنان بشأن قوة الأمم المتحدة لمراقبة فض الاشتباك، مدد المجلس ولايتها لمدة ستة أشهر أخرى حتى 30 حزيران / يونيو 2004 .
ودعا القرار الأطراف المعنية إلى التنفيذ الفوري للقرار 338 (1973) وطلب من الأمين العام تقديم تقرير عن الوضع في نهاية تلك الفترة.
وجاء في تقرير الأمين العام عملا بالقرار السابق بشأن قوة الأمم المتحدة لمراقبة فض الاشتباك أن الوضع بين إسرائيل وسوريا ظل هادئا بشكل عام، على الرغم من أن الوضع في الشرق الأوسط ككل ظل خطيرا حتى يتم التوصل إلى تسوية. كما أفاد بأن المنطقة كانت متوترة منذ غارة جوية إسرائيلية في 5 أكتوبر 2003، والتي أدانها.

## روابط خارجية
- نص القرار في undocs.org